# Station Le Buisson
Station Le Buisson is een spoorwegstation in de Franse gemeente Le Buisson-de-Cadouin.